# انگشتی میل‌لنگ

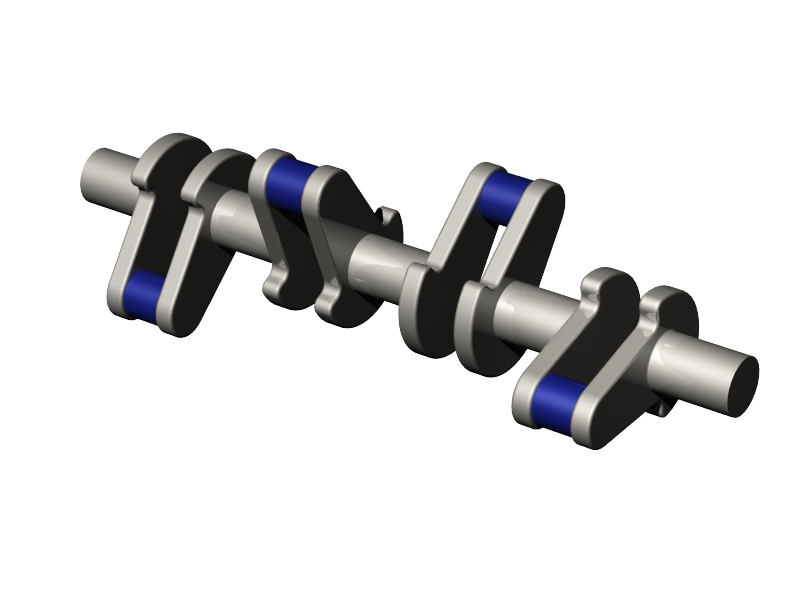
قسمت آبی رنگ انگشتی میل لنگ است

در موتور رفت و برگشتی انگشتی میل‌لنگ (به انگلیسی: Crankpin)که به آن یاتاقان میل لنگ (به انگلیسی: crank journals) نیز گفته می‌شود در واقع یاتاقان سادهای است که در سوی پایینی شاتون قرار دارد.
در موتورهایی که میل لنگ دارند انگشتی میل لنگ در انتهای شاتون و در لوکوموتیو بخار انگشتی میل‌لنگ مستقیماً به چرخ‌ها متصل است.میل لنگهادارای 2نوع یاتاقان:1_ ثابت که محل وصل میل لنگ به بدنه موتوراست و2_متحرک که محل وصل شاتون به میل لنگ است هستند.